# 巴塔泰斯
巴塔泰斯是巴西圣保罗州的一个市镇。总面积850.718平方公里，总人口53525人，人口密度62.9人/平方公里。

## 参见

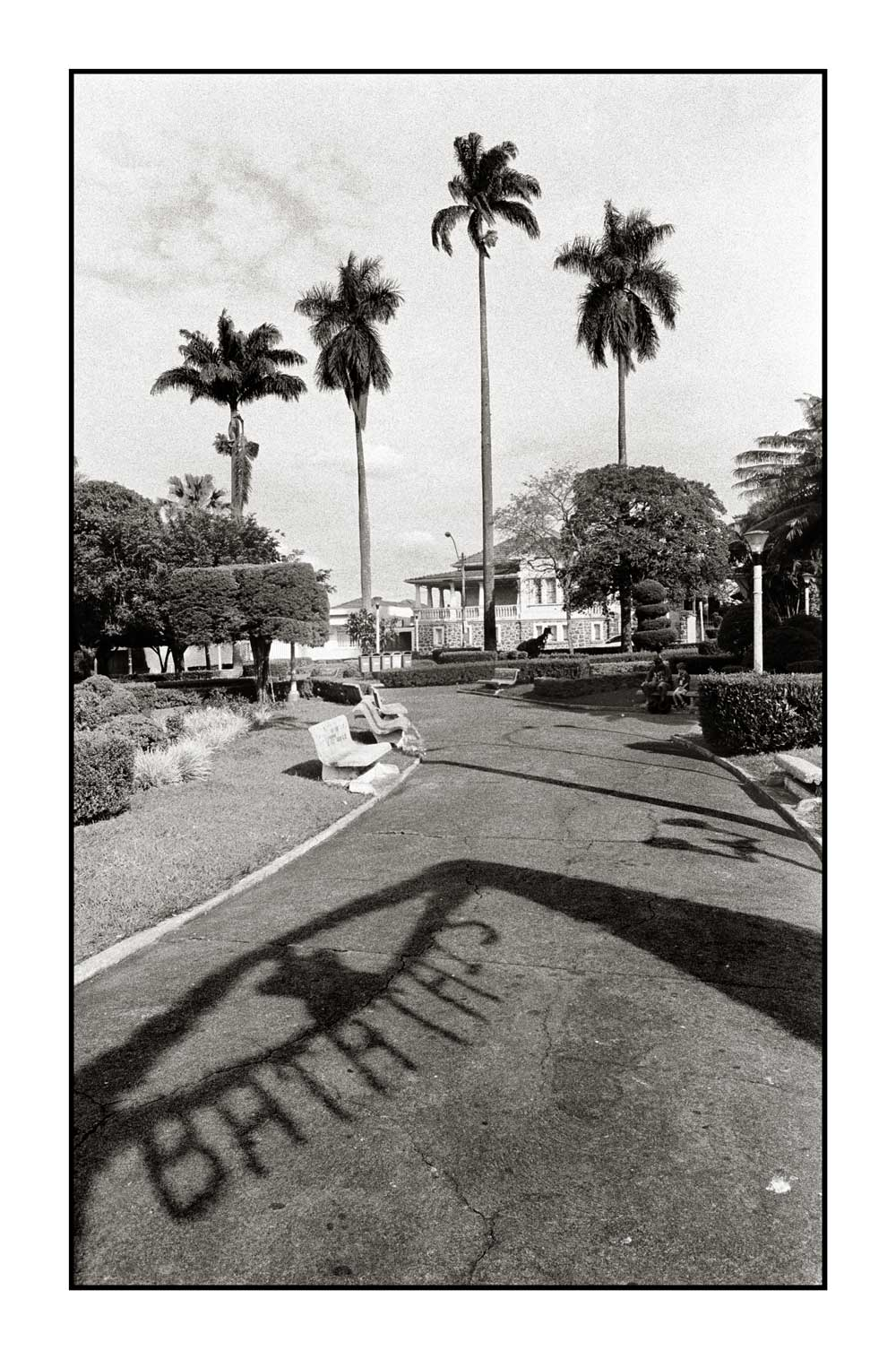